# マイケル・グリーン (物理学者)
マイケル・ボリス・グリーン（英: Michael Boris Green、1946年5月22日 - ）は、イギリスの物理学者で、弦理論研究者である。ケンブリッジ大学にて、応用数学および理論物理学の教授をつとめている。1967年ケンブリッジ大学にて学士号を取得後、1970年に同大学にて博士号を取得した。
弦理論の黎明期において理論の構築に貢献した。特に、1984年にジョン・シュワルツとともにタイプI超弦理論がアノマリーのない無矛盾な理論であることを示したことは、第1次ストリング革命のきっかけとなった。
米制作のドキュメンタリー番組「美しき大宇宙」（原題：The Elegant Universe）にも出演している。
1989年王立協会フェロー選出。2009年にスティーヴン・ホーキングからケンブリッジ大学のルーカス教授職を引き継ぎ、2015年までの6年間務めた。

## 受賞歴
- 1989年 ICTPのディラック・メダル
- 2002年 ハイネマン賞数理物理学部門
- 2003年〜2005年 トムソン・ロイター引用栄誉賞
- 2004年 ポール・ディラック賞
- 2014年 基礎物理学ブレイクスルー賞
- 2021年 ロイヤル・メダル

## 参照
- Michael B. Green 	High Energy Physics Group